# مسابقات فوتبال زنان زیر ۱۷ سال اروپا
مسابقات فوتبال زنان زیر ۱۷ سال اروپا یک تورنومنت فوتبال است که برای تیمهای فوتبال زنان زیر هفده سال و توسط یوفا برگزار می‌شود. این مسابقات نخستین بار برای فصل ۰۸–۲۰۰۷ آغاز به کار کرد و در ۲۶ مه ۲۰۰۶ توسط کمیتهٔ اجرایی یوفا تأیید شد. این رقابتها همچنین در سالهای زوج جهت انتخابی جام جهانی فوتبال زنان زیر ۱۷ سال نیز مورد استفاده قرار می‌گیرد. تیم‌های ملی زیر ۱۷ سال که عضو کنفدراسیون فوتبال اروپا یوفا هستند می‌توانند جهت شرکت در این رقابتها ثبت نام کنند. تیم ملی آلمان با هفت عنوان قهرمانی قهرمان کنونی این رقابتها و پرافتخارترین تیم این مسابقات است.

## ساختار مسابقات
پس از شرکت در دو دور انتخابی که برای تمام تیمهای ثبت نام کرده آزاد است. چهار تیم به مرحلهٔ نهایی صعود می‌کنند. این تیمها در مرحلهٔ نیمه نهایی با یکدیگر روبرو می‌شوند و برندگان آنها به دیدار نهایی می‌روند.
در سال ۲۰۱۱ اعلام شد که تعداد تیمهای به هشت تیم تغییر خواهد کرد؛ و در آغاز دورهٔ سال ۲۰۱۴ ۸ تیم انتخاب شده به صورت رقابت‌های دوره‌ای در دو گروه چهارتایی با یکدیگر به رقابت می‌پردازند.

## نتایج
نهایی تا کنون 
| ۲۰۰۸ Details | سوئیس | · آلمان   | ۳ – ۰              | · فرانسه        | · دانمارک | ۴ – ۱              | · انگلستان |
| ۲۰۰۹ Details | سوئیس | · آلمان   | ۷ – ۰              | · اسپانیا       | · فرانسه  | ۳ – ۱              | · نروژ     |
| ۲۰۱۰ Details | سوئیس | · اسپانیا | ۰ – ۰ (۴ – ۱ pen.) | · جمهوری ایرلند | · آلمان   | ۳ – ۰              | · هلند     |
| ۲۰۱۱ Details | سوئیس | · اسپانیا | ۱ – ۰              | · فرانسه        | · آلمان   | ۸ – ۲              | · ایسلند   |
| ۲۰۱۲ Details | سوئیس | · آلمان   | ۱ – ۱ (۴ – ۳ pen.) | · فرانسه        | · دانمارک | ۰ – ۰ (۵ – ۴ pen.) | · سوئیس    |
| ۲۰۱۳ Details | سوئیس | · لهستان  | ۱ – ۰              | · سوئد          | · اسپانیا | ۴ – ۰              | · بلژیک    |

| ۲۰۱۴ Details | انگلستان  | · آلمان   | ۱ – ۱ (۳ – ۱ pen.) | · اسپانیا | · ایتالیا        | ۰ – ۰ (۴ – ۳ pen.) | · انگلستان       |
| ۲۰۱۵ Details | ایسلند    | · اسپانیا | ۵ – ۲              | · سوئیس   | فرانسه and آلمان | فرانسه and آلمان   | فرانسه and آلمان |
| ۲۰۱۶ Details | بلاروس    | · آلمان   | ۰ – ۰ (۳ – ۲ pen.) | · اسپانیا | · انگلستان       | ۲ – ۱              | · نروژ           |
| ۲۰۱۷ Details | جمهوری چک | · آلمان   | ۰ – ۰ (۳ – ۱ pen.) | · اسپانیا | هلند and نروژ    | هلند and نروژ      | هلند and نروژ    |
| ۲۰۱۸ Details | لیتوانی   |           |                    |           |                  |                    |                  |
| ۲۰۱۹ Details | بلغارستان |           |                    |           |                  |                    |                  |
| ۲۰۲۰ Details | سوئد      |           |                    |           |                  |                    |                  |

- کلید:
  - aet – پس ازوقت اضافه
  - pen – پس ازضربات پنالتی

## برندگان
| کشور          | قهرمان                                 | نایب قهرمان                | مقام سوم       | مقام چهارم     | بازندگان نیمه نهایی | مجموع (چهار تیم اول) |
| ------------- | -------------------------------------- | -------------------------- | -------------- | -------------- | ------------------- | -------------------- |
| آلمان         | ۶ (۲۰۰۸, ۲۰۰۹, ۲۰۱۲, ۲۰۱۴, ۲۰۱۶, ۲۰۱۷) |                            | ۲ (۲۰۱۰, ۲۰۱۱) |                | ۱ (۲۰۱۵)            | ۹                    |
| اسپانیا       | ۳ (۲۰۱۰, ۲۰۱۱, ۲۰۱۵)                   | ۴ (۲۰۰۹, ۲۰۱۴, ۲۰۱۶, ۲۰۱۷) | ۱ (۲۰۱۳)       |                |                     | ۸                    |
| لهستان        | ۱ (۲۰۱۳)                               |                            |                |                |                     | ۱                    |
| فرانسه        |                                        | ۳ (۲۰۰۸, ۲۰۱۱, ۲۰۱۲)       | ۱ (۲۰۰۹)       |                | ۱ (۲۰۱۵)            | ۵                    |
| سوئیس         |                                        | ۱ (۲۰۱۵)                   |                | ۱ (۲۰۱۲)       |                     | ۲                    |
| جمهوری ایرلند |                                        | ۱ (۲۰۱۰)                   |                |                |                     | ۱                    |
| سوئد          |                                        | ۱ (۲۰۱۳)                   |                |                |                     | ۱                    |
| دانمارک       |                                        |                            | ۲ (۲۰۰۸, ۲۰۱۲) |                |                     | ۲                    |
| انگلیس        |                                        |                            | ۱ (۲۰۱۶)       | ۲ (۲۰۰۸, ۲۰۱۴) |                     | ۳                    |
| ایتالیا       |                                        |                            | ۱ (۲۰۱۴)       |                |                     | ۱                    |
| نروژ          |                                        |                            |                | ۲ (۲۰۰۹, ۲۰۱۶) | ۱ (۲۰۱۷)            | ۳                    |
| هلند          |                                        |                            |                | ۱ (۲۰۱۰)       | ۱ (۲۰۱۷)            | ۲                    |
| ایسلند        |                                        |                            |                | ۱ (۲۰۱۱)       |                     | ۱                    |
| بلژیک         |                                        |                            |                | ۱ (۲۰۱۳)       |                     | ۱                    |
| مجموع         | ۱۰                                     | ۱۰                         | ۸              | ۸              | ۴                   | ۴۰                   |